# エッチなバニーさんは嫌い?
『エッチなバニーさんは嫌い?』（えっちなばにーさんはきらい）は、2001年3月30日 にZyXから発売されたアダルトゲームである。2003年には、G-Collectionsから海外版も発売されており、このバージョンではテキストが英語になっている一方、音声は日本語のままである。

## エッチなバニーさんは嫌い?
本作は、会員制の高級イタリア料理店「プラチナ」を舞台で働く18歳の青年・藤沢縁が、バニーガール姿の女性従業員たちと恋を楽しむ内容となっている。
本作のシナリオは共通ルートに相当する告白編と、個別ルートに相当するラブラブ編の二部構成となっている。また、ラブラブ編ではそのルートの主題とは別のヒロインとの3Pも存在する。
プレイヤーが誤った選択をした数が一定回数に達した場合、主人公は解雇されてゲームオーバーとなる。

### ストーリー
主人公である藤沢縁は春から一人暮らしをすることになった。女と間違えられることに悩んできた彼は、アルバイトをして男らしさを獲得することを決意し、好条件がそろう会員制高級イタリア料理店・プラチナの門をたたく。晴れて採用された彼は、バニーガール姿の女性従業員たちとの恋を楽しむ。
沙恵ルート
縁は沙恵の心変わりに落ち込むが、彼女の気持ちに気づく。
ひろみルート
ひろみは縁と親しくなると同時に、彼を束縛しつつあった。縁は彼女の親友である沙恵から事情を聞く。
涼ルート
涼は縁と親しくなる一方、厳格な両親はそれを許さなかった。やがて、彼女の男性不信の原因が幼少期のトラウマになることが判明する。そして、二人の仲は両親にも認められた。
ちまきルート
ちまきは過去の恋人のことを忘れられずにいたが、縁との関係を優先した。
明菜ルート
縁が休憩していたところ、明菜が顔を出したことがきっかけで二人の関係は縮まる。その矢先、プラチナのオーナーが病に倒れ、店の存続が危うくなる。さらに、店長である俊太郎との関係にも影響が出、明菜の精神状態は悪化する。

### 登場人物
藤沢 縁（ふじさわ ゆかり）
本作の主人公である18歳の青年。容姿から女性と間違われやすい。柔道を習っているほか、熱帯魚の飼育を趣味としている。
石上 沙恵（いしがみ さえ）
縁のいとこで、明るく元気な性格をしている。一人っ子であり、同い年の縁とは親しかったが、最近は疎遠になっていた。
名門校・叔智女子付属を卒業後にプラチナに就職しており、縁の採用をきっかけに再会し、そのまま彼のアパートに転がり込む。
当初はバニーガール姿で勤務することに恥ずかしさがあったものの露出癖に目覚め、自分のプロポーションや恥ずかしい姿を客に見られる事にちょっとした快感に喜びを感じている。
柳 ひろみ（やなぎ ひろみ）
沙恵の親友で、同じくプラチナに勤務している。近眼のため眼鏡をかけている。明るい沙恵とは対照的に、控えめな性格をしている。
幼少期に実父を亡くしており、現在の父親との血縁関係はない。また、彼女にはきょうだいが3名いるほか、犬を3匹飼っている。
鵠沼 涼（くげぬま りょう）
プラチナの従業員の一人で、従業員たちの中では最年少でもある。武道の名家の生まれであり、古風な性格をしている。幼少期の影響で、精液を飲むことを好む。
長谷 ちまき（はせ ちまき）
プラチナの従業員の一人。ウエイトレスの中では最古参であり最年長だが、見た目が幼なく口調もかなり子供っぽいので年相当に見てもらえない。体型もその容姿を反映するかのごとく、バニースーツは胸の部分がスッカスカで良く隙間から小さな胸が露出している。自分の幼さに反発してのこのバイトを初め、今では一部マニアの支持を得て人気も上々。背は低く、胸も小さい(本人はこれ以上の発育を諦めている)が性に関しては開放的で、マゾ気質。誘われれば誰とでも遊び感覚で寝てるので経験豊富。
過去に大人の玩具マニアの彼氏に性処理の道具として抱かれ処女を喪失。その彼氏の趣味で様々な大人の玩具を使って未開発のアナルを徹底的に開発され、アナルでしかイケない身体にされる。連日、彼氏との長時間に及ぶアナルセックスでアナルを壊された事でアナル趣味に目覚めた。新しい彼女が出来た事で彼氏から一方的に捨てられたが、今でも彼氏の事が大好きで忘れられないでいる。
稲村 明菜（いなむら あきな）
プラチナ本店のマネージャー。縁をプラチナに引き入れた張本人であり、彼の筆下ろしの相手を務める。縁より身長が高く、ナイスバディと巨乳の持ち主。
普段はおっとりとしているが、性別問わず可愛い人間には目がない両刀使い。また勤務中にもかかわらず縁をトイレに引きずり込んでパイズリで射精させるなど破天荒な面も持つ。
ビジネスマンとしての厳しさを併せ持った人柄をしている一方、精神的に脆いところがある。

## エッチなバニーさんは嫌い?2
2002年には、続編であるプラチナの2号店を舞台とした『エッチなバニーさんは嫌い?2』が発売された。
同作はプラチナの2号店・プラチナ海岸通り店を舞台に、同店の専属ソムリエとなった高槻和馬とバニーガールたちの恋愛を題材としている。
また、一部のルートでは前作の登場人物も登場する。

### ストーリー（2）
主人公である高槻和馬は、イタリアの高級リストランテでソムリエとして働いていたところ、元恋人である市川純花と再会し、自身が店長を務めるイタリア料理店・プラチナ海岸通り店のソムリエに抜擢される。
まどかルート
和馬とまどかは距離を詰めていく。ある日、まどかは街で露出していたことが原因でストーカーに襲われるが、何とか乗り越え、月夜のもとで和馬とまどかは恋人同士となる。
美鈴ルート
もともと意地悪なところがあった美鈴は、ある日和馬に足をなめさせようとして反撃に遭い、ついマゾヒストとしての一面を見せてしまう。その後、様々な出来事を通じて二人の距離は縮まる。ある日、和馬から意地悪な言葉をかけられた美鈴はつい泣いてしまい、その場を去る。和馬は居合わせたまどかに頬を叩かれた後、正気に戻り、美鈴に告白する。
真琴ルート
ある日、真琴は和馬の求めに応じ、パイズリフェラを披露する。その後、美鈴はオーディションに落選したことで落ち込んでいたが、和馬は敢えて「夢を失った君には魅力がない」と突き放す。その後、彼女はオーディションに受かり、和馬からも告白されて幸せに浸る。
詩織ルート
ある日、詩織は和馬をトイレに連れ込む。詩織はオナニーをさせられた挙句、破瓜する。その後、詩織の父親から、二人は結婚を求められる。
純香ルート
ある日、純香は夫の不倫を目撃して落ち込む。和馬の励ましもあり、純香は離婚し、和馬とよりを戻す。

### 登場人物（2）
高槻 和馬
『2』の主人公。
春日まどか（かすが まどか）
プラチナ海岸通り店の従業員の一人。髪の色は青色。
従業員たちの中では客からの人気が高い。
篠塚 美鈴（しのづか みすず）
まどかの親友で、同じくプラチナ海岸通り店に勤務している。髪の色は茶色。
萩野 真琴（はぎの まこと）
プラチナ海岸通り店の従業員の一人。髪の色はピンク色。
真面目で頑張り屋な性格。学校では演劇部に所属しているが、本人は後述の胸のせいで女優に向いていないのではと考えており、アダルトモデルのスカウトや痴漢が来て困っている。
シリーズ屈指の爆乳の持ち主で、初めての拙いパイズリでも和馬を大量の射精に導く程の感触を誇る。また妊娠していないにもかかわらず母乳が出る体質。真琴ルートでは和馬に喜んで貰いたい一心で茄子や胡瓜等でパイズリの練習を行ない、プロ顔負けのテクニックを会得、和馬相手に披露する。彼女の滑らか且つダイナミックに動くパイズリのアニメーションは、当時のアダルトゲーム雑誌の付録DVDでも取り上げられる程で、プレイヤーの間で大きな話題を呼んだ。
姫野宮 詩織
プラチナ海岸通り店の従業員の一人で、常連客を親に持つ。髪の色は紫色。
裕福な家庭にて厳しいしつけを受けて育ってきたこともあり、世間ずれしている。また、厳格な家庭環境の反動で、オナニーに耽るあまり、女性向けのアダルトグッズを取り扱う店に足しげく通うほか、他の従業員たちにもオナニーの手ほどきをしている。また、快楽目的に加え、愛しい主人公のためならばとあらゆることを厭わぬ大胆さを持つ。
市川 純香
和馬の元恋人で、プラチナ海岸通り店のマネージャー兼店長。本来の地位はマネージャーの地位だが、人手不足のため店長を兼任してい。
和馬と別れた後は別の人物と結婚したものうまくいっておらず、仕事でも時折孤独にさいなむ。

## 評価
本作は、美少女ゲーム雑誌BugBugの「2001年読者が選ぶ美少女ゲーム年間ランキング」の総合部門の25位にランクインした。
WIREDのダニト・リドー（Danit Lidor）は、日本の美少女ゲームについての記事の中で本作を取り上げており、設定がありきたりで展開が浅はかだと指摘している。

## 関連商品
- 『『エッチなバニーさんは嫌い?』シリーズ・ガイド (メディアックスムック 221)』メディアックス、2003年3月24日。ISBN 4-89613-921-6。

## 参考資料

### 書籍・雑誌
- 『『エッチなバニーさんは嫌い?』シリーズ・ガイド (メディアックスムック 221)』メディアックス、2003年3月24日。ISBN 4-89613-921-6。
  - 「オープニング」、5頁。
  - 「石上沙恵」、6-11頁。
  - 「柳ひろみ」、14-17頁。
  - 「鵠沼 涼」、18-23頁。
  - 「稲村 明菜」、30-35頁。
  - 「オープニング」、47頁。
  - 「春日 まどか」、50頁。
  - 「篠塚 美鈴」、56頁。
  - 「萩野 真琴」、62頁。
  - 「姫野宮 詩織」、68頁。
  - 「市川 純香」、74頁。
  - 「How to Play」、114-115頁。
  - 「エッチなバニーさんは嫌い?攻略チャート」、118-120頁。
  - 「エッチなバニーさんは嫌い?攻略チャート」、121-123頁。
- Braithwaite, Brenda, 2006 Sex in Video Games, Charles River Media, Boston  ISBN 1-58450-459-5. Chapter 1 via Google Scholar, retrieved on March 12, 2008.